# الوحش (فلم 2016)
الوحش (بالإنجليزية: The Monster) هو فيلم رعب تم انتاجه في الولايات المتحدة وصدر سنة 2016، من بطولة زوي كازان وإيلا بالنتين.

## القصة
كاثي سيدة مدخنة ومدمنة على معاقرة المشروبات الكحولية، وأم لفتاة مراهقة تدعى ليزي، وتعيشان معًا منذ أن هجرهما الأب، وتقوم كاثي في يوم من الأيام بتوصيل ليزي لكي ترى والدها، وتتخذ طريقًا مهجورًا في ليلة ماطرة، وعليهما الآن أن يواجهها وحشًا مهولًا.

## الميزانية والإيرادات
كلّف الفيلم ميزانية تقدّر بـ 2,700,000 دولار أمريكي وحقّق أرباح تقدّر بـ 62,953 دولار أمريكي.

## روابط خارجية
- الوحش على موقع IMDb (الإنجليزية)
- الوحش على موقع ميتاكريتيك (الإنجليزية)
- الوحش على موقع روتن توميتوز (الإنجليزية)
- الوحش على موقع قاعدة بيانات الأفلام العربية
- الوحش على موقع ألو سيني (الفرنسية)
- الوحش على موقع Turner Classic Movies (الإنجليزية)
- الوحش على موقع بوكس أوفيس موجو (الإنجليزية)
- الوحش على موقع فيلمافينيتي (الإسبانية)
- الوحش على موقع قاعدة بيانات الفيلم (الإنجليزية)
- الوحش على موقع ليتربوكسد (الإنجليزية)